# Caves of Kilhern
Die Caves of Kilhern sind eine Megalithanlage des Typs Bargrennan Tomb. Sie liegt etwa nördlich des Weilers Kilhern, östlich von New Luce und nördlich von Glenluce in Dumfries and Galloway in Schottland.  
Von den nur 14 Exemplaren dieses Typs befindet sich die Mehrzahl in Dumfries and Galloway. Namensgebend für die Gruppe, deren Merkmal ein Passage Tomb im Rundhügel ist, war der White Cairn von Bargrennan.
Der für Bargrennan Tombs untypische, da trapezoide Cairn des Passage Tomb hat eine Länge von etwa 33,5 m bei Breiten von etwa 20,7 m im fast gradlinigen Nordosten und 12,2 m im Südwesten. Entlang der gut definierten Nordkante erhebt sich der Nordost-Südwest orientierte Hügel bis auf eine Höhe von 1,7 m, aber das Zentrum ist deutlich niedriger und an einigen Stellen ausgehöhlt. Es gibt die Überreste von vier Kammern, zwei gut erkennbare axiale und zwei an den Seiten des Hügels sowie Hinweise auf die Existenz einer fünften. Nur die Kammer auf der Ostseite hat ihren Deckstein behalten.